# Варница (Вранча)
Варница (рум. Varnița) насеље је у Румунији у округу Вранча у општини Ракоаса. Oпштина се налази на надморској висини од 266 m.

## Становништво
Према подацима из 2002. године у насељу је живело 580 становника, од којих су сви румунске националности.